# Radès (délégation)
Radès est une délégation tunisienne dépendant du gouvernorat de Ben Arous.
En 2004, elle compte 44 857 habitants dont 22 836 hommes et 22 021 femmes répartis dans 11 295 ménages et 13 465 logements.